# К-14
К-14 — советская атомная подводная лодка проекта 627А «Кит», входившая в состав Северного и Тихоокеанского флотов в 1960—1990 годах.

## История строительства
К-14 была заложена 2 сентября 1958 года на ССЗ № 402 в Молотовске (ныне «Севмашпредприятие», г. Северодвинск), заводской номер 281. К-14 была спущена на воду 16 августа 1959 года. Вошла в строй Северного флота (в 206 отдельную бригаду атомных подводных лодок в бухте Малая Лопатка Западной Лицы) 31 августа 1960 года. Имела номер войсковой части 25028.

## История службы
В 1960 году АПЛ совершила 9 выходов в море (прошла 1997 морских миль в надводном и 11 430 миль в подводном положении). Стала первой советской атомной подводной лодкой, вышедшей на боевую службу в Бискайский залив Атлантического океана, для проведения учений «Метеор». В этом же году завоевала приз Главкома ВМФ за торпедную стрельбу.
В январе 1961 года при переформировании К-14 вошла в состав 3-й дивизии подводных лодок Северного флота.
В 1961 году АПЛ совершила 4 боевых похода (пройдено 1356 миль в надводном и 1967 миль в подводном положении).
В том же 1961 году силами инженерного персонала ВМФ СССР была произведена первая опытная перезагрузка активной зоны реакторов непосредственно на базе подводных лодок.
В 1962—1964 годах из-за повреждения защиты реактора обоих бортов был вырезан и заменён реакторный отсек.
В период с 30 августа по 17 сентября 1966 года совершила переход из Северного Ледовитого в Тихий океан по Северному морскому пути в подводном положении. По пути следования совершила 19 всплытий в районе Северного полюса в поисках советской дрейфующей полярной станции Северный полюс-15 для оказания помощи одному из членов экспедиции. Указом Президиума Верховного Совета СССР от 25 ноября 1966 года за успешное выполнение задания командования и проявленное при этом мужество и героизм командиру АПЛ капитану первого ранга Д. Н. Голубеву и руководителю перехода, командиру 3-й дивизии атомных подводных лодок капитану первого ранга Н. К. Игнатову было присвоено звание Героя Советского Союза с вручением ордена Ленина и медали «Золотая Звезда».
К-14 вошла в состав 45-й дивизии подводных лодок (базировавшейся в бухте Крашенинникова) 15-й эскадры подводных лодок краснознамённого Тихоокеанского флота.
В 1966—1970 годах АПЛ совершила четыре похода общей продолжительностью 160 дней. С декабря 1967 года по январь 1968 года АПЛ выполняла боевые задачи. Сначала она курсировала вдоль западного побережья США с разведывательной целью, а затем во время войны во Вьетнаме преследовала первый в мире атомный авианосец ВМФ США «Энтерпрайз» в готовности применения оружия. Однако из-за длительного перехода на максимально возможной скорости на АПЛ ухудшилась радиационная обстановка — приборы показали превышение рентгеновского излучения и превышение ПДК радиоактивных веществ. АПЛ сразу же по приказу командования была отправлена на базу.
С декабря 1970 по март 1973 года АПЛ проходила средний ремонт.
В 1973—1975 годах АПЛ совершила три автономных похода (135 дней).
В 1979—1982 годах выполняла учебно-боевые задачи.
С декабря 1982 по март 1986 года находилась в среднем ремонте.
В 1985 году передана в состав 28-й дивизии подводных лодок с постоянным базированием в б. Постовая залива Советская Гавань (пос. Заветы Ильича)
В мае 1986 года со 120-м экипажем совершила межбазовый переход с Камчатки к месту постоянного базирования.
12 февраля 1988 года, во время плановых работ на базе, в 7-м отсеке вспыхнул пожар. Пожар был потушен включением ЛОХ, что привело к гибели одного человека.
С 1988 года, в связи со снижением мощности реактора, АПЛ использовалась для решения учебных задач.
Выведена из состава ВМФ 19 апреля 1990 года. В сентябре 2005 года ушла в свой последний поход в Большой Камень в док «Зея» завода «Звезда». Утилизирована в 2006 году.
За время службы К-14 выполнила 14 дальних походов и за 22 273 ходовых часа прошла 185 831 милю.
В 2008 году рубка К-14 перевезена в Обнинск и установлена на пересечении ул. Курчатова и ул. Победы в память о вкладе жителей Обнинска в становление современного атомного подводного флота России. Автор концепции и постамента Александр Шубин.

## Командиры
- Марин Борис Кузьмич (1959—1960)
- Першин Владимир Фёдорович (1960—1961)
- Комаров Олег Борисович (1961—1963)
- Голубев, Дмитрий Николаевич (1963—1967), Герой Советского Союза (1966)
- Гаврильченко Александр Сергеевич (1967—1968)
- Софронов Альфред Павлович (1968—1971)
- Ломов, Эдуард Дмитриевич (1971—1973), Герой Советского Союза (1976)
- Алексанян Лев Михайлович (1973—1974)
- Кузнецов Юрий Георгиевич (1974—1977)
- Прокопенко Николай Гаврилович (1977—1979)
- Саранчин Валерий Иванович (1979—1990)
- Пушкарёв Василий Владимирович (1990—1998)
- Асафьев Владимир Геннадьевич (1998—2004)
- Лиденхо Сергей Интернович (2004—2005).

Командиры других экипажей, ходивших на К-14
- Манаков И. М. (1967—1969) командир 343-го экипажа
- Лапин Н. В. (1987—1988) командир 120-го экипажа